# Goslar
Goslar este un oraș în landul Saxonia Inferioară din Germania.
Vechea mină din Rammelsberg (situată la sud de Goslar) și centrul vechi istoric din Goslar au fost înscrise în anul 1992 pe lista patrimoniului cultural mondial UNESCO. 

## Personalități născute aici
- Iudita de Suabia (1047 – 1093/1095), regină a Ungariei;
- Henric al IV-lea (1050 – 1106), împărat al Sfântului Imperiu Roman;
- Henric al V-lea (1086 – 1125), împărat al Sfântului Imperiu Roman;

## Galerie de imagini

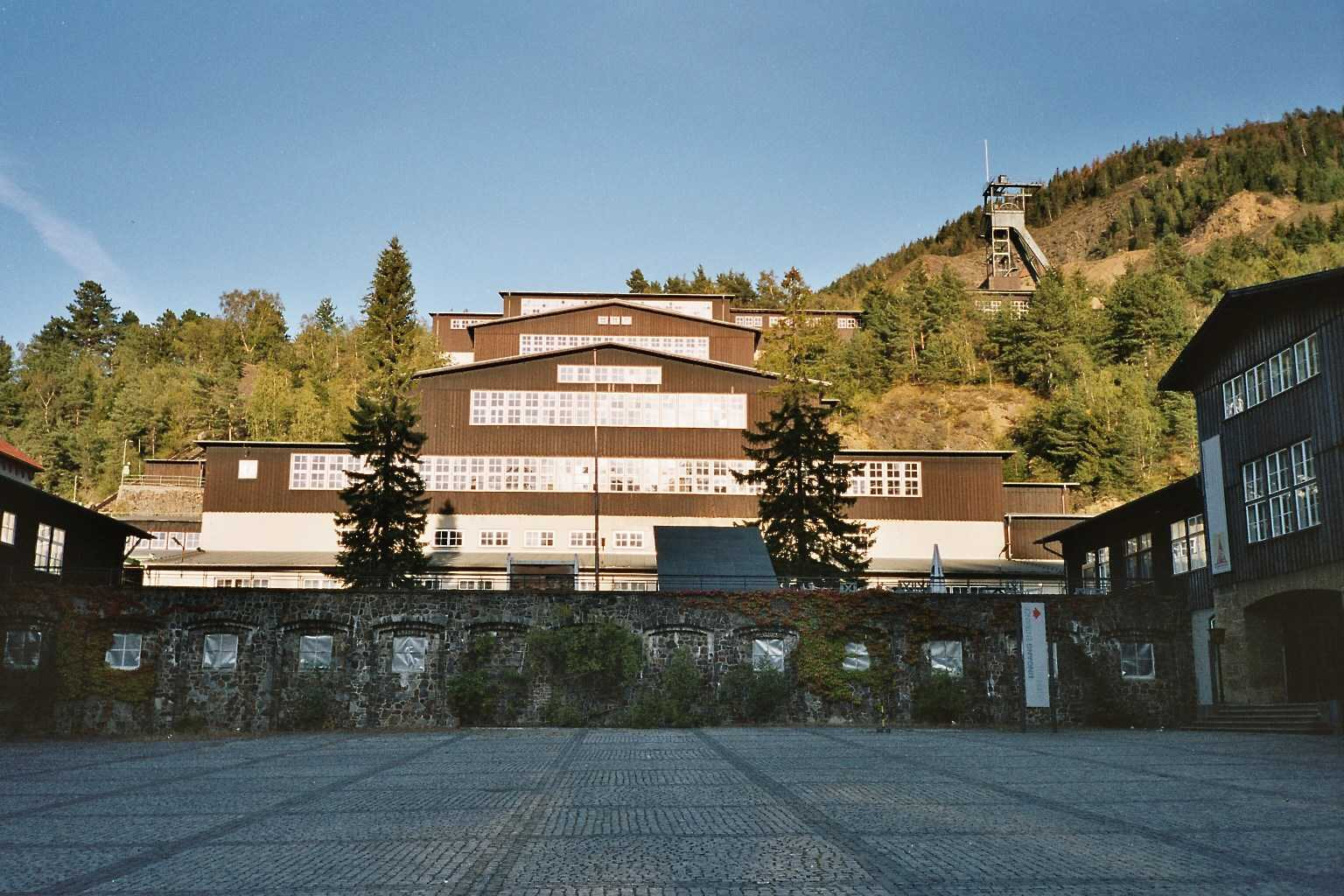
Vechea mină din Rammelsberg
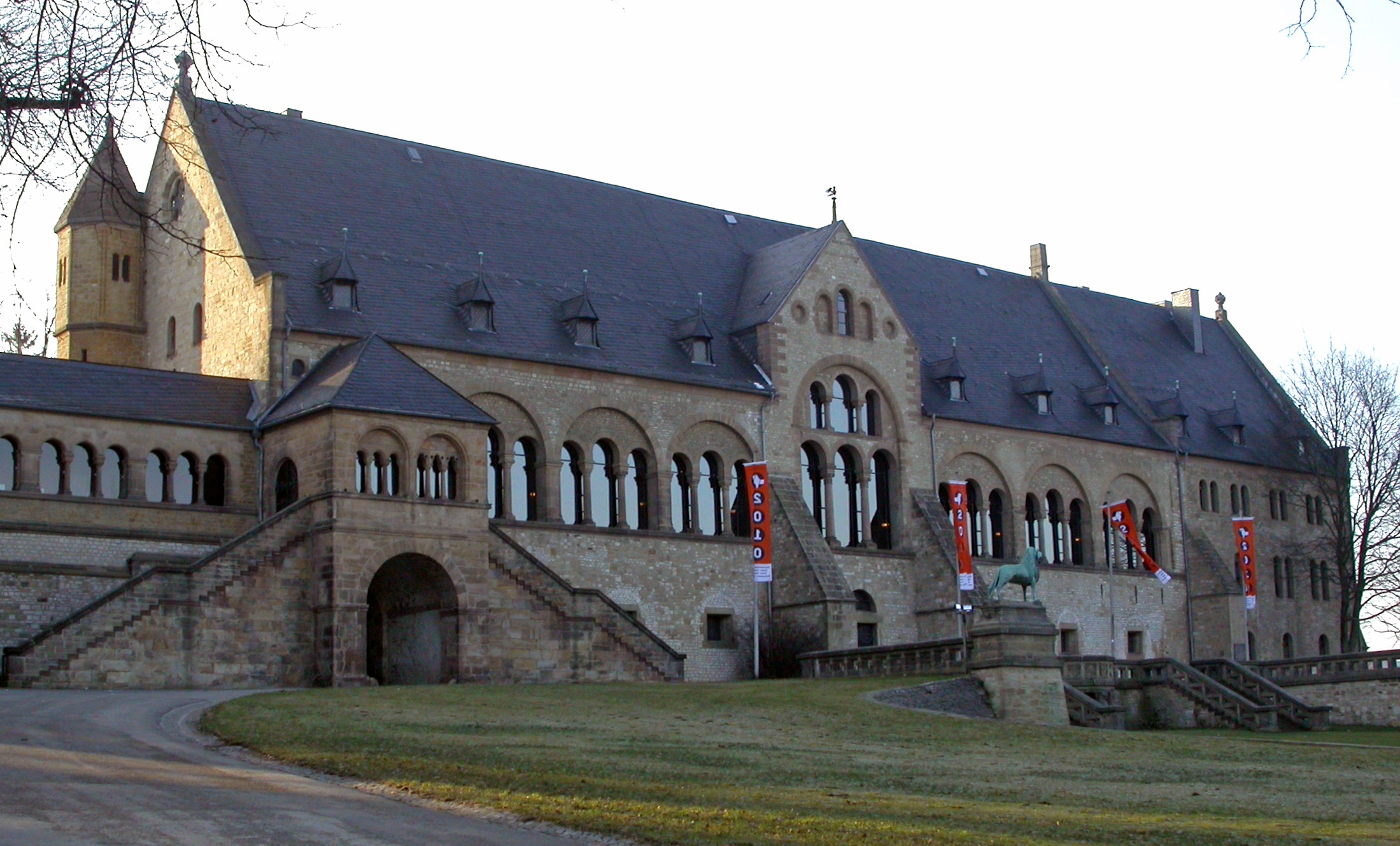
Reședința imperială din Goslar